# Nsem
Nsem ist eine Gemeinde in Kamerun (Region Centre, Département Haute-Sanaga).

## Geografie
Die Gemeinde liegt etwa 160 Kilometer nordöstlich der Hauptstadt Yaoundé. Etwa zehn Kilometer nördlich des Ortskerns verläuft der Fluss Sanaga.

## Verkehr
Die Gemeinde ist über die Departementstraße D93 zu erreichen.